# Bracon incarnatus
Bracon incarnatus är en stekelart som först beskrevs av Ramakrishna Ayyar 1928.  Bracon incarnatus ingår i släktet Bracon och familjen bracksteklar. Inga underarter finns listade.